# 張檢
張檢（1864年—？），字士封、庚易、玉叔，直隸天津府南皮人，清朝政治人物。

## 生平
光緒十四年戊子科，顺天乡试中举，十六年（1890年），張檢中進士，同年五月，著主事，分部学习，分發吏部，任候补主事，后任吏部文選司郎中，外放江西饒州府知府，升江西巡警道，署江西按察使。

## 家庭
父張之潕；張檢为長子。叔父張之洞。